# Over and Over (chanson d'Every Little Thing)
Pour les articles homonymes, voir Over and Over.
Singles de Every Little Thing
Necessary
(1998) Someday, Someplace
(1999)
Over and Over est le onzième single du groupe Every Little Thing.

## Genèse
Le single, écrit, composé et produit par Mitsuru Igarashi, sort le 27 janvier 1999 au Japon sur le label Avex Trax, au format mini-CD single de 8 cm de diamètre (alors la norme pour les singles dans ce pays), quatre mois après le précédent single du groupe, Necessary. Il atteint la 4e place du classement des ventes de l'Oricon, et reste classé pendant huit semaines.
Le single ne contient qu'une chanson, dans trois versions différentes : sa version originale, sa version instrumentale, et une version remixée par HΛL.
La chanson-titre est utilisée comme générique du drama Border: Hanzaishinri Sōsa File. Elle figurera uniquement sur la première compilation du groupe, Every Best Single +3, qui sortira deux mois plus tard. Elle sera à nouveau remixée sur ses albums de remix Euro Every Little Thing de 2001, et ELT Trance de 2002. Elle sera aussi reprise en version acoustique sur son album de reprises Acoustic : Latte de 2005.

## Liste des titres
La chanson originale est écrite, composée et arrangée par Mitsuru Igarashi.
| CD    | CD                           | CD    | CD | CD | CD | CD | CD | CD | CD |
| No    | Titre                        | Durée |    |    |    |    |    |    |    |
| ----- | ---------------------------- | ----- | -- | -- | -- | -- | -- | -- | -- |
| 1.    | Over and Over                | 4:46  |    |    |    |    |    |    |    |
| 2.    | Over and Over (HAL's Remix)  | 4:59  |    |    |    |    |    |    |    |
| 3.    | Over and Over (Instrumental) | 4:43  |    |    |    |    |    |    |    |
| 14:28 |                              |       |    |    |    |    |    |    |    |